# Quattro Fontane
Quattro Fontane é a denominação dada, em Roma, ao cruzamento entre a antiga Via Pia (hoje via del Quirinale — via XX Settembre) e a Via Felice (percurso que liga a Trinità dei Monti a Basílica de Santa Maria Maggiore, hoje via Sistina — via Quattro Fontane — via A. Depretis). 
É caracterizado pela presença, nas quatro esquinas, de quatro fontes (Quattro Fontane), que dão nome ao cruzamento, à rua homónima, e à igreja de San Carlo alle Quattro Fontane, que Francesco Borromini construiu entre 1638 e 1663 (também chamada San Carlino). Característica única em Roma, do cruzamento podem ser vistos à distância os obeliscos de Santa Maria Maggiore (a este), de Trinità dei Monti (a oeste) e do Palazzo del Quirinale (a sul), e a fachada da Porta Pia (a norte), obra de Michelangelo Buonarroti.

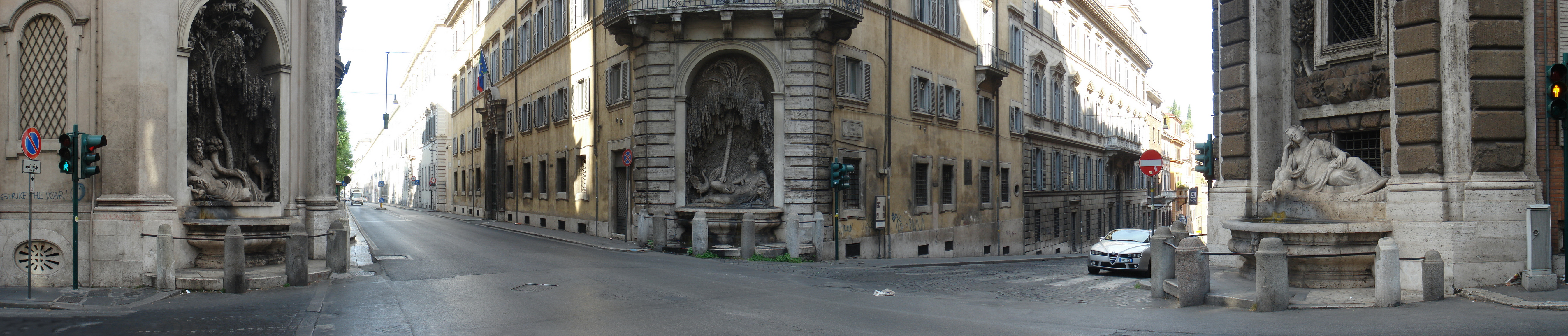
Cruzamento entre a Via delle Quattro Fontane e a Via del Quirinale em Roma (panorama de 270°)

O conjunto de fontes foi encomendado pelo Sisto V a Muzio Mattei. Construídas entre 1588 e 1593, figuram nas quatro fontes o rio Tibre (símbolo de Roma); o rio Arno, símbolo de Florença; a deusa Diana, símbolo da castidade; e a deusa Juno, símbolo da força. As fontes do Arno, Tibre e Juno são trabalho de Domenico Fontana, e a fonte de Diana foi desenhada pelo pintor e arquiteto Pietro da Cortona.

## Galeria

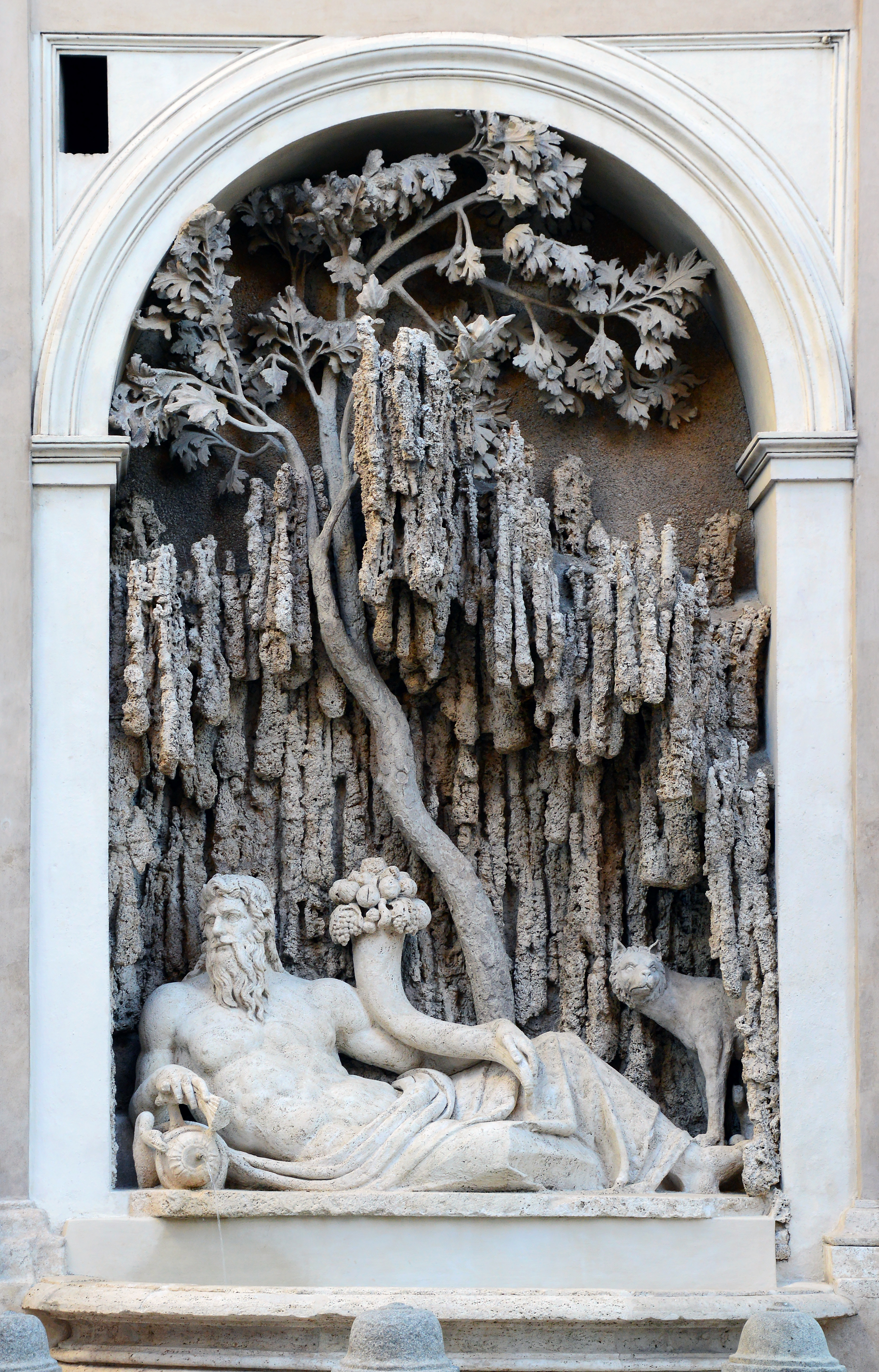
Rio Tibre rione Monti
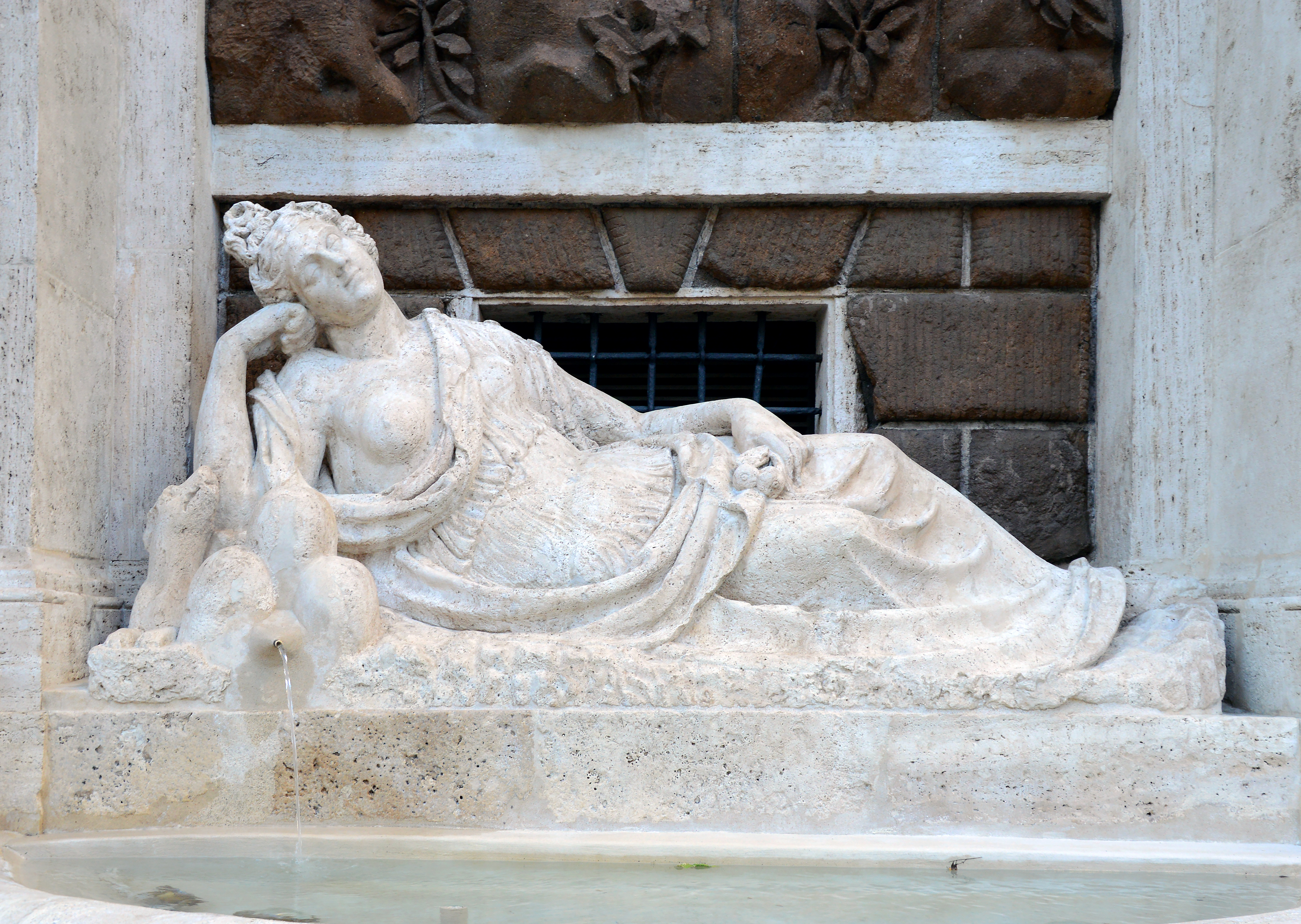
Diana rione Trevi
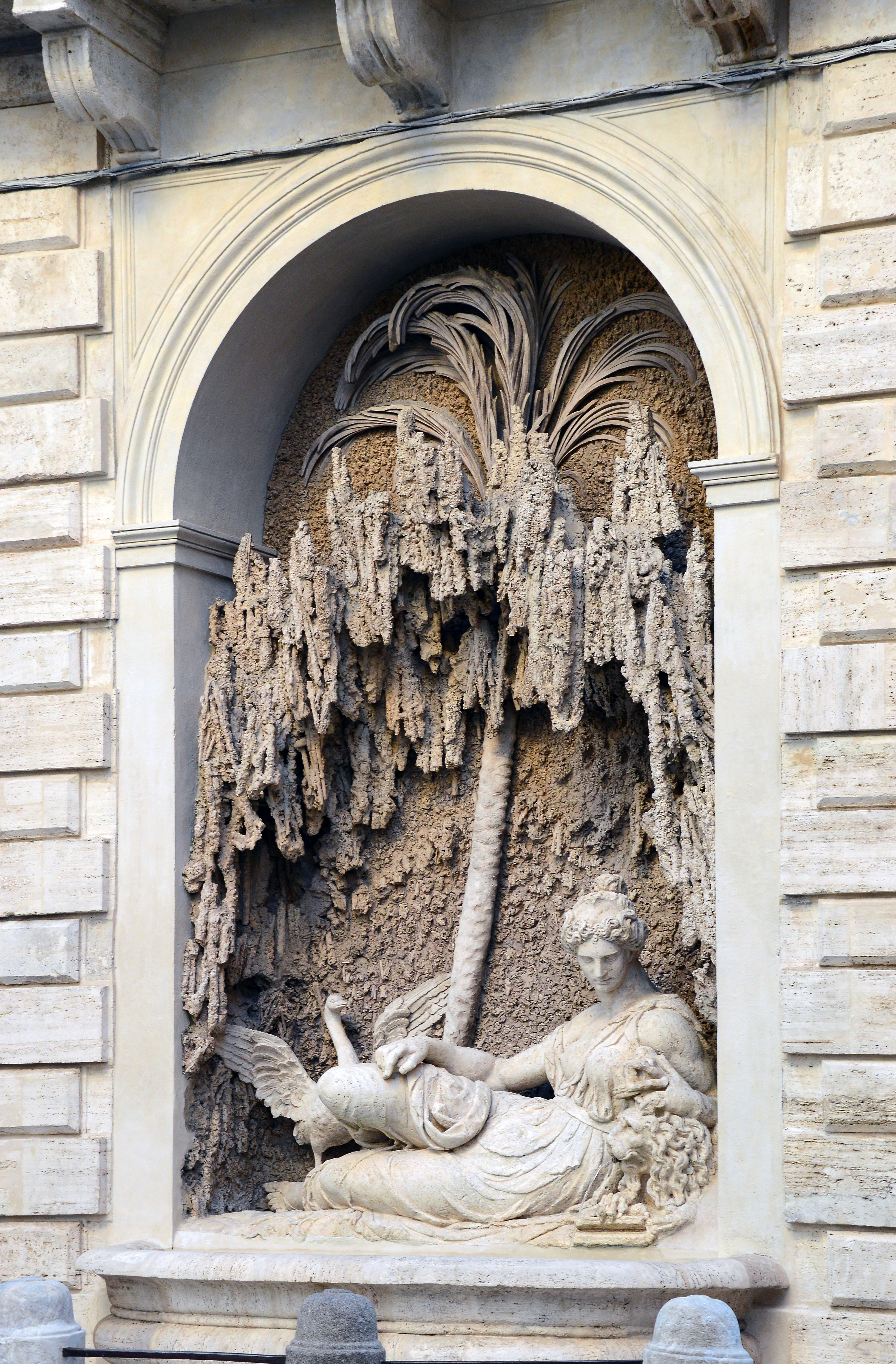
Juno rione Trevi
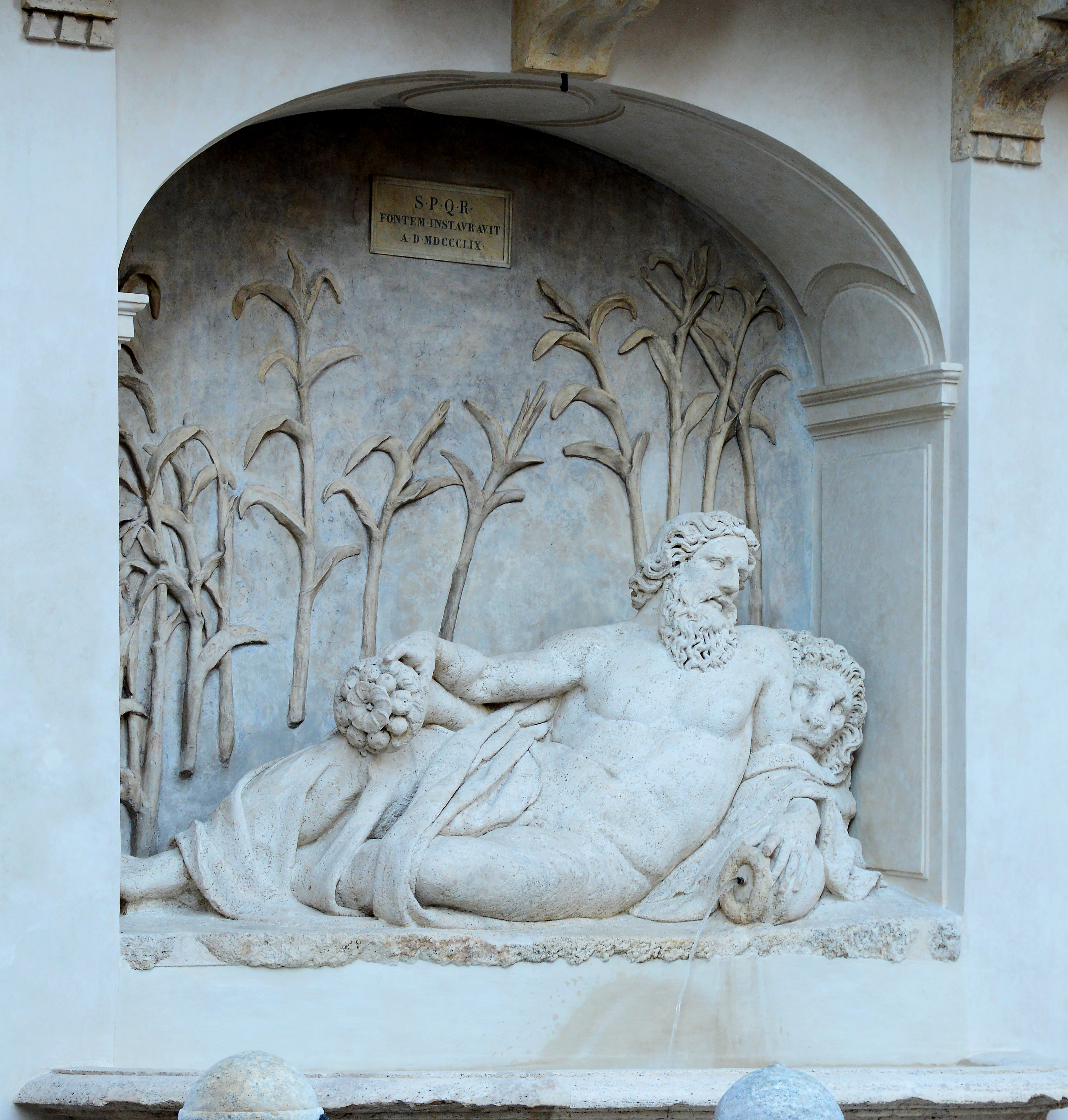
Rio Arno rione Castro Pretorio